# Michaił Worobjow
Michaił Pietrowicz Worobjow, ros. Михаил Петрович Воробьёв (ur. 17 grudnia?/29 grudnia 1896 w Chasawjurcie, zm. 12 czerwca 1957 w Moskwie) – radziecki dowódca wojskowy, szef wojsk inżynieryjnych Wojsk Lądowych Armii Radzieckiej, marszałek wojsk inżynieryjnych (1944).

## Życiorys
Urodził się 17 grudnia?/29 grudnia 1896 w Chasawjurcie w Dagestanie. Był synem radiotelegrafisty na kolei. Od 1906 mieszkał wraz z rodziną we Władykaukazie. W 1914 rozpoczął studia w Instytucie Górniczym w Sankt Petersburgu, lecz wkrótce został wcielony do armii. Służbę wojskową rozpoczął w 1916. W 1917 ukończył szkołę chorążych w Orenburgu. W 1929 ukończył studia na fakultecie inżynieryjnym w Wojskowej Akademii Technicznej im. Feliksa Dzierżyńskiego w Moskwie.
Od 1918 pełnił służbę w Armii Czerwonej. Od marca do listopada 1918 był sekretarzem radzieckiego przedstawicielstwa dyplomatycznego w Danii. Od 1919 był członkiem RKP(b)/KPZR. W czasie wojny domowej w Rosji dowodził samodzielną kompanią drogowo-mostową 13 Dywizji Strzeleckiej, potem był inżynierem 3 Brygady 33 Kubańskiej Dywizji Strzeleckiej na Frontach: Zachodnim, Południowym i Kaukaskim. 
Po wojnie był dowódcą batalionu saperów oraz szefem łączności korpusu strzeleckiego. W 1924 został skierowany na wyższe studia wojskowe. Po ukończeniu studiów w akademii był inżynierem brygady a następnie – inżynierem dywizji. Od marca 1932 był wykładowcą, a od lipca 1932 komendantem fakultetu w Wojskowej Akademii Technicznej im. Feliksa Dzierżyńskiego w Moskwie. W 1935 został adiunktem a następnie docentem w tej akademii. W 1936 nadano mu stopień wojskowy inżyniera wojskowego I rangi. Był autorem wielu prac naukowych z zakresu budowy umocnień inżynieryjnych i fortyfikacji. Od 1936 był komendantem odznaczonej Orderem Czerwonego Sztandaru Szkoły Wojsk Inżynieryjnych im. Kominternu w Leningradzie. Był uczestnikiem wojny radziecko fińskiej. 4 czerwca 1940 został mianowany na stopień generała majora wojsk inżynieryjnych. Od lipca 1940 był generałem-inspektorem wojsk inżynieryjnych Armii Czerwonej.
Od czerwca 1941 był szefem zarządu inżynieryjnego, a następnie szefem wojsk inżynieryjnych Frontu Zachodniego. Jednocześnie od grudnia 1941 dowodził 1 Armią Saperską. W 1941 kierował budową umocnień obronnych pod Moskwą. Od kwietnia 1942 był zastępcą ludowego komisarza obrony (ministra) – szefem Wojsk Inżynieryjnych RChACz. Kierował budową zapór inżynieryjnych pod Stalingradem, na Froncie Leningradzkim i Wołchowskim oraz na łuku kurskim. 29 marca 1943 został awansowany na stopień generała porucznika wojsk inżynieryjnych, a 16 września 1943 na stopień generała pułkownika wojsk inżynieryjnych. 21 lutego 1944 został mianowany marszałkiem wojsk inżynieryjnych. Funkcję szefa Wojsk Inżynieryjnych pełnił do kwietnia 1946.
Po wojnie – od kwietnia 1946 – był szefem wojsk inżynieryjnych Wojsk Lądowych Armii Radzieckiej. Następnie pełnił służbę na coraz niższych stanowiskach. W ramach represji 9 listopada 1951 został zdegradowany do stopnia generała pułkownika wojsk inżynieryjnych. Od 1952 był szefem Wojsk Inżynieryjnych Kijowskiego Okręgu Wojskowego. Od 1954 był zastępcą szefa zakwaterowania i budownictwa Moskiewskiego Okręgu Wojskowego. Po XX Zjeździe KPZR, 8 marca 1956 przywrócono mu stopień marszałka wojsk inżynieryjnych. Jako marszałek wojsk inżynieryjnych pełnił służbę na stanowisku zastępcy dowódcy Nadbałtyckiego Okręgu Wojskowego do spraw zakwaterowania i budownictwa. Funkcję tę sprawował do śmierci.
Zmarł po długiej i ciężkiej chorobie, 12 czerwca 1957 w Moskwie. Został pochowany na Cmentarzu Nowodziewiczym.

## Awanse
- generał major wojsk inżynieryjnych 4 czerwca 1940;
- generał porucznik wojsk inżynieryjnych 29 marca 1943;
- generał pułkownik wojsk inżynieryjnych 16 września 1943;
- marszałek wojsk inżynieryjnych 21 lutego 1944; zdegradowany 9 listopada 1951;
- generał pułkownik wojsk inżynieryjnych 9 listopada 1951;
- marszałek wojsk inżynieryjnych 8 marca 1956 (przywrócenie stopnia).

## Odznaczenia
- Order Lenina – dwukrotnie
- Order Czerwonego Sztandaru – trzykrotnie
- Order Czerwonego Sztandaru Pracy
- Order Suworowa I klasy
- Order Wojny Ojczyźnianej I klasy
- Medal jubileuszowy „XX lat Robotniczo-Chłopskiej Armii Czerwonej”
- Medal jubileuszowy „30 lat Armii Radzieckiej i Floty”
- Order Krzyża Grunwaldu I klasy